# Polymorphus pupa
Polymorphus pupa es una especie de acantocéfalo del género Polymorphus, familia Polymorphidae. Fue descrita por von Linstow en 1905. Se encuentra en Europa y Asia del Norte.